# ニッサン童話と絵本のグランプリ
日産 童話と絵本のグランプリ（ニッサンどうわとえほんのグランプリ、Nissan Children's Storybook and Picture Book Grand Prix）は、1984年に大阪府立国際児童文学館の開館を記念して創設された児童文学及び絵本を対象とする文学賞。同館を運営する大阪国際児童文学館が主催し、日産自動車が第1回から協賛している。

## 概要
童話部門と絵本部門があり、いずれもプロデビューの経験が無い新人を対象とする。年間の応募総数は両部門を合わせて約3000点。部門ごとの賞の本数及び副賞は以下の通り。
| 賞の種類 | 童話部門 | 童話部門 | 絵本部門 | 絵本部門 |
| 賞の種類 | 本数     | 副賞     | 本数     | 副賞     |
| -------- | -------- | -------- | -------- | -------- |
| 大賞     | 1点      | 50万円   | 1点      | 70万円   |
| 優秀賞   | 3点      | 10万円   | 3点      | 20万円   |
| 佳作     | 20点     | 記念品   | 10点     | 記念品   |

募集は毎年10月末までで、童話作家のあまんきみこや絵本作家の杉田豊らによって選考され、授賞式は翌年3月に行われる。大賞受賞作品はBL出版より刊行され、日産自動車の販売店・代理店を通じて日本各地の学校図書館に寄贈されている。また、1993年からは毎年春に受賞作品の原画や歴代の受賞者が出品した新作を展示する「ニッサンゆかいな絵本と童話展」がこどもの城（東京都渋谷区）で開催されていた（同施設は2015年に閉館）。しかし2025年は延期

## 過去の主な受賞者
※（）内は代表作における主な表記

### 童話の部
|        |        | 大賞                                     | 優秀賞         | 優秀賞         | 優秀賞                   |
| ------ | ------ | ---------------------------------------- | -------------- | -------------- | ------------------------ |
| 第1回  | 1985年 | 新倉智子                                 | 不明           | 不明           | 不明                     |
| 第2回  | 1986年 | 尾崎美紀                                 | 不明           | 不明           | 不明                     |
| 第3回  | 1987年 | 中島博男                                 | 小林玲子       | 不明           | 不明                     |
| 第4回  | 1988年 | 神田千砂                                 | 伊藤充子       | 不明           | 不明                     |
| 第5回  | 1989年 | 張山秀一                                 | 伊藤貴代子     | 不明           | 不明                     |
| 第6回  | 1990年 | 吉村健二                                 | ピョン・キジャ | 不明           | 不明                     |
| 第7回  | 1991年 | 藤本たか子                               | 不明           | 不明           | 不明                     |
| 第8回  | 1992年 | 増本勲                                   | 高山佳子       | 不明           | 不明                     |
| 第9回  | 1993年 | 虹月真由美（門林真由美）                 | 不明           | 不明           | 不明                     |
| 第10回 | 1994年 | 立花あさこ                               | 不明           | 不明           | 不明                     |
| 第11回 | 1995年 | 三枝寛子（さえぐさひろこ）               | 不明           | 不明           | 不明                     |
| 第12回 | 1996年 | 坂本のこ                                 | 原田乃梨       | 不明           | 不明                     |
| 第13回 | 1997年 | 横田明子                                 | 不明           | 不明           | 不明                     |
| 第14回 | 1998年 | 西村まり子                               | 原田乃梨       | 染野千鶴       | 西村けい子               |
| 第15回 | 1999年 | 松浦信子                                 | 小林功治       | 畑野時代       | よだひでと               |
| 第16回 | 2000年 | 手嶋洋美                                 | 高山佳子       | 大隅安次       | 若本明子                 |
| 第17回 | 2001年 | 西村文                                   | 高山佳子       | 森夏子         | 白川ミコト（白川みこと） |
| 第18回 | 2002年 | 小野靖子（おのやすこ）                   | 山口瑳智子     | 福尾久美       | 長尾孔聖                 |
| 第19回 | 2003年 | 優秀賞一席：屋島みどり（該当者なし）     | 池田友和       | 束原美佐       | 村井恵                   |
| 第20回 | 2004年 | 優秀賞一席：福島サトル（該当者なし）     | 光飛田佳世     | 前田智子       | 葵つばめ                 |
| 第21回 | 2005年 | 山下奈美                                 | 大久保雨咲     | 稲葉洋子       | 正木恭子                 |
| 第22回 | 2006年 | 佐藤まどか                               | 上田真湖       | 藤谷久美子     | たきしたひろみ           |
| 第23回 | 2007年 | 大槻瞳（おおつきひとみ）                 | 小島洋子       | 長崎ミソゴ     | よしずみ敬子             |
| 第24回 | 2008年 | 増井邦恵                                 | 遠山裕子       | つかはらみさ   | ながいくみこ             |
| 第25回 | 2009年 | あさばみゆき                             | 北村あつこ     | 藤島恵子       | にこうともこ             |
| 第26回 | 2010年 | 田中きんぎょ                             | 黒田ふみ       | 小野マヤ       | 向本実穂                 |
| 第27回 | 2011年 | 優秀賞一席：いながきふさこ（該当者なし） | 妹尾絵美子     | 秋野竜胆       | すみのり                 |
| 第28回 | 2012年 | 瀧下映子                                 | 秋野竜胆       | 辻本典子       | 浅井優子                 |
| 第29回 | 2013年 | 優秀賞一席：浅井優子（該当者なし）       | すずけんじ     | 橋口由紀子     | 稲垣岳                   |
| 第30回 | 2014年 | なかじまゆうき                           | 荒川栄美       | いとうさとし   | 佐藤伊津子               |
| 第31回 | 2015年 | 山本早苗                                 | のだますお     | 船草幸栄       | 荒川栄美                 |
| 第32回 | 2016年 | 愛川美也                                 | すぎやまひろこ | いけだけい     | 後藤美奈子               |
| 第33回 | 2017年 | えばたえり                               | なつのひるね   | 疋田中         | はいだじゅんこ           |
| 第34回 | 2018年 | 小路智子                                 | 荻野なお       | いしむらみきこ | 有賀佐知子               |
| 第35回 | 2019年 | 水凪紅美子                               | 髙橋ことは     | 岸本智子       | 松下好美                 |
| 第36回 | 2020年 | 山本泉                                   | 藪口莉那       | コウタリリン   | なかた秀子               |
| 第37回 | 2021年 | 数井美治                                 | 木村亜里       | はつみひろたか | 村上あつこ               |
| 第38回 | 2022年 | 藪口莉那                                 | やぎみいこ     | コウタリリン   | 日下昭子                 |
| 第39回 | 2023年 | コウタリリン                             | 林田香菜       | あべはるこ     | 多仁田敏幸               |
| 第40回 | 2024年 | 樺島ざくろ                               | 文月レオ       | かわいさくら   | さやちはこ               |
| 第41回 | 2025年 | 紫野                                     | マサキナオミ   | タカキマユミ   | 安井史子                 |

### 絵本の部
|        |        | 大賞                         | 優秀賞                     | 優秀賞           | 優秀賞                   |
| ------ | ------ | ---------------------------- | -------------------------- | ---------------- | ------------------------ |
| 第1回  | 1985年 | 宮崎博和（みやざきひろかず） | 鈴木純子                   | 不明             | 不明                     |
| 第2回  | 1986年 | 大西ひろみ                   | 降矢加世子（ふりやかよこ） | 不明             | 不明                     |
| 第3回  | 1987年 | 岡本芳美（青井芳美）         | 小林玲子                   | 不明             | 不明                     |
| 第4回  | 1988年 | 立野恵子（たちのけいこ）     | 不明                       | 不明             | 不明                     |
| 第5回  | 1989年 | 鈴木純子                     | 石崎正次                   | 不明             | 不明                     |
| 第6回  | 1990年 | 石崎正次                     | 堀葉月                     | 不明             | 不明                     |
| 第7回  | 1991年 | 奥井ゆみ子                   | 堀葉月                     | 松本昭彦         | 不明                     |
| 第8回  | 1992年 | 光太ナオ（光太侗）           | 小野勝子                   |                  |                          |
| 第9回  | 1993年 | 松川真樹子（まつかわまきこ） | 岡本万里子                 | たたらなおき     | 不明                     |
| 第10回 | 1994年 | スエリ・ピニョ               | 山田真奈未                 | 八木由紀         | 不明                     |
| 第11回 | 1995年 | 高野敦子（たかのあつこ）     | 八木由紀                   | 棚橋亜左子       | 不明                     |
| 第12回 | 1996年 | スオミセツコ                 | 八木由紀                   | 横尾智子         | 藤井一士                 |
| 第13回 | 1997年 | 小林治子                     | 原田優子                   | 横尾智子         | 不明                     |
| 第14回 | 1998年 | 原田優子（はらだゆうこ）     | 中村ゆみこ                 | 青木美代子       | ももいまり（はやしまり） |
| 第15回 | 1999年 | 上田英津子                   | 佐々玲子                   | 原田光代         | 藤川智子                 |
| 第16回 | 2000年 | 朝倉知子                     | 白鳥洋一                   | あべまれこ       | マル・マルオーノ         |
| 第17回 | 2001年 | 白鳥洋一                     | 中新井純子                 | 富田真矢         | 駒井邦子                 |
| 第18回 | 2002年 | 広井法子（ひろいのりこ）     | 中新井純子                 | 成田良和         | 青木貴子                 |
| 第19回 | 2003年 | 中新井純子                   | 成田聡子                   | 丸岡慎一         | 山口深雪                 |
| 第20回 | 2004年 | 成田聡子（なりたさとこ）     | 富田真矢                   | 宮越暁子         | suika                    |
| 第21回 | 2005年 | 丸岡慎一                     | 富田真矢                   | 宮越暁子         | ながやまただし           |
| 第22回 | 2006年 | 千葉三奈子（ちばみなこ）     | 富田真矢                   | 成田良和         | ながやまただし           |
| 第23回 | 2007年 | 富田真矢（とみた真矢）       | 藤岡和佳                   | 仙田まどか       | 高橋キョウシロウ         |
| 第24回 | 2008年 | H@L                          | 小島優二                   | 高橋キョウシロウ | ながやまただし           |
| 第25回 | 2009年 | みやこしあきこ               | 特別優秀賞：玉造絢子       | ニシタニエイジ   | 宮崎明美                 |
| 第26回 | 2010年 | 宮﨑優、宮﨑俊枝             | 奥野哉子                   | すごうともこ     | 小沢夏美、久納ヒサシ     |
| 第27回 | 2011年 | 松宮敬治                     | 宮﨑明美                   | 奥野哉子         | ＯＺＣＯ．               |
| 第28回 | 2012年 | 長尾琢磨                     | ながやまただし             | にしたにえいじ   | 小林ゆたか               |
| 第29回 | 2013年 | 宮崎明美                     | にしたにえりこ             | きたえまこ       | ながやまただし           |
| 第30回 | 2014年 | ながやまただし               | 千葉弘太郎                 | 髙橋キョウシロウ | 佐藤学                   |
| 第31回 | 2015年 | たなかやすひろ               | 奥野哉子                   | すたじおれおん   | 仙波るい、望月恭子       |
| 第32回 | 2016年 | 横須賀香                     | 松丘コウ                   | 奥野哉子         | 千葉弘太郎               |
| 第33回 | 2017年 | ミフサマワカシヨ             | 松丘コウ                   | 岩田三郎         | 細川かおり               |
| 第34回 | 2018年 | わだあい                     | イクセリョウジ             | 松丘コウ         |                          |
| 第35回 | 2019年 | 松丘コウ                     | イクセリョウジ             | もりやまかよこ   | 小林みちよ               |
| 第36回 | 2020年 | いわさきさとこ               | しまざきともみ             | はらだ・かよ     | 佐倉樟風                 |
| 第37回 | 2021年 | だるまもり                   | たけしたちか               | 愛あいか         | きのフウ                 |
| 第38回 | 2022年 | ホソカワレイコ               | みやもとかずあき           | うめはらまんな   | たぶしゆみ               |
| 第39回 | 2023年 | うめはらまんな               | まよなかのふみ             | 大石さちよ       | 中橋幸子                 |
| 第40回 | 2024年 | スージィ                     | 宮川雅子                   | 荒木祐美         | 気多伊織                 |
| 第41回 | 2025年 | 河原久美子                   | むつもとむつみ             | 幸谷美治         | ながのけんじ             |